# إردين دمير
إردين دمير (بالسويدية: Erdin Demir)‏ (27 مارس 1990 السويد - ) هو لاعب كرة قدم سويدي، يلعب كمدافع.

## روابط خارجية
- إردين دمير على موقع اتحاد السويد (السويدية)
- إردين دمير على موقع قاعدة بيانات كرة القدم.إي يو (الإنجليزية)
- إردين دمير على موقع ناشيونال فوتبول تيمز (الإنجليزية)
- إردين دمير على موقع Soccerway.com (الإنجليزية)
- إردين دمير على موقع عالم كرة القدم.نت (الإنجليزية)